# Oxysarcodexia sarcinata
Oxysarcodexia sarcinata är en tvåvingeart som beskrevs av Guilherme A.M.Lopes 1953. Oxysarcodexia sarcinata ingår i släktet Oxysarcodexia och familjen köttflugor.
Artens utbredningsområde är Colombia. Inga underarter finns listade i Catalogue of Life.